# Świerczów
Świerczów (deutsch Schwirz) ist eine Ortschaft in Niederschlesien. Der Ort ist Sitz der Gmina Świerczów im Powiat Namysłowski in der Woiwodschaft Opole in Polen.

## Geographie

### Geographische Lage
Das Straßendorf Świerczów liegt 14 Kilometer südlich der Kreisstadt Namysłów (Namslau) sowie 40 Kilometer nordwestlich der Woiwodschaftshauptstadt Opole (Oppeln). Świerczów liegt an der Grenze zur historischen Region Oberschlesien. Der Ort liegt in der Nizina Śląska (Schlesische Tiefebene) innerhalb der Równina Oleśnicka (Oelser Ebene). Durch den Ort verläuft die Woiwodschaftsstraße Droga wojewódzka 454.

### Nachbarorte
Nachbarorte von Świerczów sind im Nordosten Dąbrowa (Dammer), im Süden Miejsce (Städtel), im Westen Wężowice  (Waldfried) und im Norden Biestrzykowice (Eckersdorf).

## Geschichte

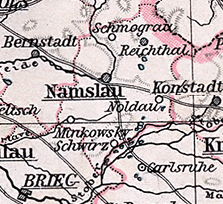
Karte des Landkreises Namslau mit Schwirz an der Grenze zu Oberschlesien

Der Ort wurde erstmals 1313 erwähnt. Weitere Erwähnungen erfolgten 1359 als Swirchow und 1385 als Swirczow.
Nach dem Ersten Schlesischen Krieg 1742 fiel Schwirz mit dem größten Teil Schlesiens an Preußen. 1788 wurde im Ort eine katholische Schule eingerichtet.
Nach der Neuorganisation der Provinz Schlesien gehörte die Landgemeinde Schwirz ab 1816 zum Landkreis Namslau im Regierungsbezirk Breslau. 1845 bestanden im Dorf ein Vorwerk, eine katholische Schule und 91 Häuser. Im gleichen Jahr lebten in Schwirz 684 Menschen, davon 240 evangelisch, 2 griechisch und einer jüdisch. 1874 wurde der Amtsbezirk Schwirz gegründet, welcher die Schwirtz und Städtel und die Gutsbezirke Schwirtz und Städtel umfasste. Erster Amtsvorsteher war der Wirtschaftsinspektor Tiedemann in Schwirtz. Ende des 19. Jahrhunderts wurde der Ortsname in Schwirz geändert. Im gleichen Jahr wurde in Schwirz eine evangelische Kirche errichtet. 1885 zählte der Ort 825 Einwohner.
Zwischen 1923 und 1924 wurde die katholische Kirche im Ort erbaut. 1933 zählte Schwirz 861 sowie 1939 869 Einwohner. Bis 1945 gehörte der Ort zum Landkreis Namslau.
Infolge des Zweiten Weltkriegs kam der Ort 1945 an Polen, wurde in Świerczów umbenannt und der Woiwodschaft Schlesien angeschlossen. 1950 wurde Świerczów der Woiwodschaft Opole zugeteilt. 1954 wurde die evangelische Kirche abgerissen. 1999 wurde es Teil des wiedergegründeten Powiat Namysłowski.

## Sehenswürdigkeiten

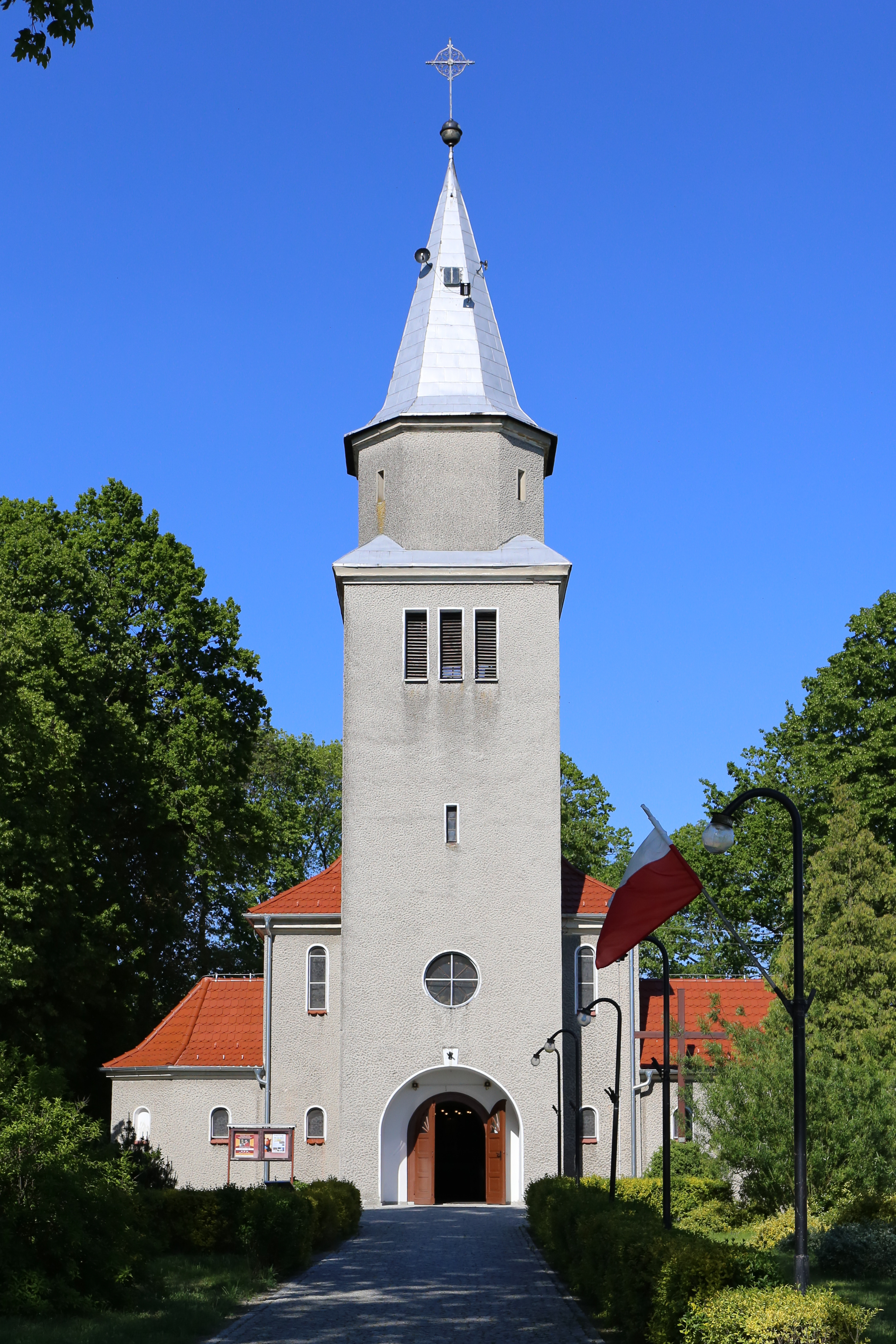
Herz-Jesu-Kirche

- Die römisch-katholische Herz-Jesu-Kirche (poln. Kościół Najświętszego Serca Pana Jezusa) wurde zwischen 1923 und 1924 errichtet.[1] Der Kirchenbau steht seit 2006 unter Denkmalschutz.[6]

## Vereine
- Freiwillige Feuerwehr OPS Świerczów

## Persönlichkeiten

### Söhne und Töchter des Ortes
- Carl Pfeiffer (1872–1946), deutscher Landwirtschaftsrat und Önologe
- Franz Xaver Biallas (1878–1936), China-Missionar der Steyler Missionare und Sinologe
- Joachim Marcinek (1931–2019), deutscher Geograph und Professor für Landeskunde

### Persönlichkeiten, die vor Ort wirkten
- Georg Froböß (1854–1917), evangelisch-lutherischer Geistlicher, Pastor in Schwirz

## Gemeinde
Zur Landgemeinde (gmina wiejska) Świerczów gehören der Ort und eine Reihe von Dörfern.